# Minnesbyggnaden på Braheholmen
"Ebba Brahes paviljong" hänvisar hit. Ej att förväxla med Ebba Brahes lusthus.
Minnesbyggnaden på Braheholmen, även Ebba Brahes paviljong, är en byggnad på Braheholmen i Fläcksjön, Sala kommun i anslutning till Axholms gård. Paviljongen uppfördes 1807–1808 och är byggnadsminne sedan 2016-02-22.

## Historik
Braheholmen ingick ursprungligen i godskomplexet Rörbo som under 1500-talet tillhörde familjen Brahe. År 1598 lät Magnus Brahe bygga en större stenbyggnad på ön, som vid denna tid benämndes Axholmen. Byggnaden uppfördes i två våningar med vind, taktorn, spiror och koppartak och fick namnet Axholms slott. Enligt arkivuppgifter var byggnaden kringbyggd av ett flertal byggnader, däribland glashus, smedja och borggårdshus. Kring slottet lär även ha funnits vackra trädgårdsanläggningar. Ätten Brahe ägde flera järnbruk i länet såsom Bockhammar, Hörnsjöfors och Svanå. När Magnus Brahe dog år 1633 gick Axholmen i arv till hans dotter Ebba Brahe. Ebba Brahe testamenterade i sin tur egendomen till sin son Pontus de la Gardie.
I början av 1700-talet övergavs slottet på Axholmen till förmån för en ny huvudbyggnad på fastlandet, nuvarande Axholms gård, och slottet på holmen förföll. Vid mitten av 1700-talet brann slottet på Braheholmen och i slutet av 1700-talet fanns endast grunden kvar. Under tidigt 1800-tal övergick Axholms gård i familjen Posses ägo. Troligtvis var det den dåvarande ägaren hovmarskalk greve Knut Posse, som år 1807-1808 lät uppföra den nuvarande byggnaden på ön som ett minne över Axholms slott. Det var även då tavlorna interiört tillkom, föreställande motiv från den rika flora av sägner som omger Ebba Brahe och Axholms slott.

## Byggnaden
Byggnaden står på en platå som förmodligen utgörs av grundrester från det tidigare slottet. Minnesbyggnaden utformades som en förenklad miniatyr av det ursprungliga slottet och enligt traditionen ska en del av byggnadsmaterialet från slottsruinen ha återanvänts då minnesbyggnaden uppfördes. Braheholmen var i familjen Posses ägo fram till slutet av 1800-talet då först Svanå bruk och sedan Surahammars bruk förvärvade holmen. I början av 1900-talet, då holmen ägdes av godsägare V-G Lundkvist, hade målningarna i minnesbyggnaden flyttats till Sura ödekyrka. År 1914 skänkte V-G Lundkvist Braheholmen till nuvarande ägarna Fläckebo församling (numera Västerfärnebo-Fläckebo församling). Enligt gåvobrevet villkorades donationen med att holmen med tillhörande byggnad skulle vårdas och bevaras till eftervärlden och att tavlorna skulle återbördas till sin ursprungliga plats, vilket också skedde. Den minnessten som restes över gåvan finns ännu att beskåda på holmen.

### Fotnoter
1. ↑  Bebyggelseregistret Axholm 1:4 Minnesbyggnaden på Braheholmen– lagskydd
2. 1 2  Axholm 1:4 Minnesbyggnaden på Braheholmen

- Wikimedia Commons har media som rör Minnesbyggnaden på Braheholmen.